# Sabás Antonio Domínguez
Sabás Antonio Domínguez (Querétaro, 2 de diciembre de 1793-Puerto de San Blas, Nayarit, 1876) fue un político mexicano que fue diputado Constituyente en 1824 por Querétaro y al que se conoce principalmente por la Construcción del Teatro Iturbide, actualmente Teatro de la República.

## Reseña biográfica

### Familia y primeros años
Nacido en Querétaro, el 2 de diciembre de 1793, el séptimo de 10 hijos, Sabás A. Domínguez fue hijo de Juan Fernando Domínguez originario de Carrión de los Condes, y de María Margarita Muñoz, de San Miguel el Grande, Guanajuato.
Fue bautizado el 7 de diciembre de 1793, con los nombres de Sabás Antonio Bernardo José María de la Trinidad, en la Parroquia de Santiago de Querétaro.

### Carrera política
Fue diputado Constituyente de 1824 junto con Ignacio de la Fuente, José Diego Septién, Juan José García Enríquez, Juan Nepomuceno Acosta, Joaquín Espino Barros, Ramón Covarrubias y José Mariano Blasco e inscritos en letras doradas en los Muros del Salón de Sesiones de la Legislatura del Estado de Querétaro. 
Llegó a ser gobernador de Querétaro el 30 de noviembre de 1840, a la edad de 46 años, después de que Ramón Covarrubias se retirase por problema de salud.En abril de 1845, protocolizó un Documento para financiar la construcción del Teatro Iturbide, en un predio cedido por el Ayuntamiento,que se terminó por inaugurar hasta 1852, cuando el gobernador en funciones era Ramón María Loreto Canal de Samaniego. 
En los primeros meses de 1846, en Querétaro, Sabás Domínguez se esforzó por poner en pie a dos batallones y dos escuadrones de caballería, algo que fue frustrado el 30 de abril de 1846, cuando el presidente Mariano Paredes y Arrillaga lo destituyó de su cargo, obligándolo a residir en la Ciudad de México desempeñando su cargo anterior, que era el de senador, designado en su lugar a Andrés García Quintanar algo que no acepta, dando paso a que recaiga en el vocal más antiguo de la Asamblea Departamental, José Antonio del Razo.

### Muerte
Sabás Antonio Domínguez murió por ahogamiento en San Blas (Nayarit) en 1876.